# Perriers-sur-Andelle
Perriers-sur-Andelle è un comune francese di 1 864 abitanti situato nel dipartimento dell'Eure nella regione della Normandia.

## Società

### Evoluzione demografica
Abitanti censiti